# Péntek 13. (film, 1980)
|  | „Tudtad, hogy egy kisfiú megfulladt itt? Jasonnek hívták. A fiam volt és ma van a születésnapja.” |
|  | – Mrs Voorhees                                                                                    |

A Péntek 13. (Friday the 13th) 1980-ban bemutatott színes, amerikai horrorfilm. Sean S. Cunningham alacsony költségvetésből forgatott alkotása a filmtörténet egyik leghíresebb horrorja lett, melyhez az évek folyamán számos folytatást készítettek. Az Amerikai Egyesült Államokban annak idején egyszerre 1100 filmszínházban mutatták be, és már az első hétvégén 5,8 millió dollár bevételt hozott, amivel leszorította a bevételi toplista éléről A Birodalom visszavág (1980) című filmet. A Péntek 13. alapvetően kedvezőtlen kritikai megítélése a premier óta eltelt évtizedek alatt nemigen változott, a rajongók körében viszont máig igen népszerű.

## A cselekmény

Marcie (Jeannine Taylor)

1958 egyik estéjén, a Kristály-tavi nyári táborban fiatalok a tábortűz körül ülve vidáman énekelnek. Egy fiú és egy lány otthagyja társait, és az egyik faház felső szintjére mennek, hogy együtt lehessenek. Arra sincs idejük, hogy levetkőzzenek, mert váratlanul megjelenik valaki, és megöli őket.
22 év múlva egy Annie nevű fiatal lány egy amerikai kisváros éttermében kér útbaigazítást a közeli Kristály-tóhoz. Az ottani tábort ugyanis újra megnyitják, ő lesz a szakácsnő. Az emberek vonakodnak felvilágosítást adni, sőt, egy félnótásnak tűnő korosabb férfi, Ralph egyenesen óva inti attól, hogy a táborba menjen, mert meg fog halni. Egy teherautósofőr végül felajánlja a lánynak, hogy elviszi egy darabon. Az Enos nevű férfi útközben elmeséli Annie-nek, hogy mi történt évtizedekkel korábban a táborban. Miután elválnak útjaik, a gyalogosan továbbmenő lánynak sikerül lestoppolnia egy dzsipet. Annie örül, hogy nem kell gyalog megtennie a hátralévő utat, és boldogan elmeséli, hová készül. A sofőr egy szót sem szól, viszont túlhajt az elágazáson, és a lány figyelmeztetésére sem hajlandó lassítani. Annie végül kiugrik a mozgó járműből. A dzsip néhány méterrel odébb megáll. A lány bemenekül az erdőbe, de az ugrás miatt megsérült lábával nincs sok esélye. Az ismeretlen sofőr utoléri, és elvágja a torkát.
Közben a táborban a fiatalok a táborvezető Steve Christy irányításával a faházak rendbehozatalán dolgoznak, közben persze jut idejük egy kis tréfálkozásra, fürdőzésre, enyelgésre is. A tóparton az egyik lánynak ugyan olyan érzése támad, mintha a túlpartról valaki figyelné őket, ám senki nem veszi komolyan az észrevételt. Pedig az ismeretlen gyilkos valóban jelen van, és egymás után, válogatott kegyetlenséggel végez a fiatalokkal. Még Steve Christy is áldozatául esik, amikor késő este a városból a tábor felé tart. Alice és barátja, Bill eleinte azt hiszik, a többiek csupán tréfálkoznak velük, és azért tünedeznek el. Rövidesen azonban egyre több jel utal arra, hogy valami iszonyatos dolog zajlik a táborban. Alice és Bill egy véres baltát találnak Brenda ágyában, majd úgy vélik, az ő segélykiáltását hallják a sötétben. Hiába próbálnak kapcsolatba lépni a külvilággal, a telefon süket, sőt rövidesen az egész tábor sötétségbe borul. Bill elmegy megnézni, hogy mi történhetett a generátorral. Mivel sokáig nem tér vissza, Alice a keresésére indul, és rövidesen meg is találja a holttestét nyílvesszőkkel egy ajtóra szegezve. A halálra rémült lány visszamenekül a faházba, és bezárja az ajtót. Rövidesen óriási csörömpölés kíséretében valaki Brenda holttestét dobja be az ablakon. A kétségbeesett Alice számára a menekülés egyetlen reményét az érkező gépkocsi fénye jelenti, mivel a lány azt hiszi, a járművel Christy érkezik vissza a táborba…

## Főszereplők
| Szereplő                | Színész           | Magyar hang      |
| ----------------------- | ----------------- | ---------------- |
| Mrs. Pamela Voorhees    | Betsy Palmer      | Rátonyi Hajni    |
| Alice Hardy             | Adrienne King     | Szénási Kata     |
| Bill                    | Harry Crosby      | Moser Károly     |
| Brenda                  | Laurie Bartram    | Zsigmond Tamara  |
| Marcie Cunningham       | Jeannine Taylor   | Ruttkay Laura    |
| Jack Burrell            | Kevin Bacon       | Seder Gábor      |
| Ned Rubenstein          | Mark Nelson       | Seszták Szabolcs |
| Annie                   | Robbi Morgan      | Roatis Andrea    |
| Steve Christy           | Peter Brouwer     | Kárpáti Levente  |
| Enos, a kamionsofőr     | Rex Everhart      | Holl János       |
| Tierney őrmester        | Ronn Carroll      | Bácskai János    |
| Dorf tiszt              | Ron Millkie       | Bodrogi Attila   |
| Bolond Ralph            | Walt Gorney       | Palóczy Frigyes  |
| Barry                   | Willie Adams      | Maróti Attila    |
| Claudette               | Debra S. Hayes    | Bálint Sugárka   |
| Trudy                   | Dorothy Kobs      |                  |
| Sandy, pincérnő         | Sally Anne Golden |                  |
| Doktor                  | Ken L. Parker     | Wohlmuth István  |
| Jason Voorhees          | Ari Lehman        |                  |
| fiú az 1958-as táborban | Noel Cunningham   |                  |

## Háttér-információk

### A forgatókönyv

Alice és Mrs. Voorhees (Adrienne King és Betsy Palmer)

1978-ban került a mozik műsorára John Carpenter Halloween – A rémület éjszakája című filmje, amely elindította a sorozatgyilkosokról szóló kis költségvetésű, véres horrorfilmek divatját. Carpenter sikerén felbuzdulva ugyanis Sean S. Cunningham úgy gondolta, érdemes lenne neki is egy hasonló stílusú filmet forgatnia. A forgatókönyvet Victor Miller, számos tévés szappanopera szerzője írta. Miller egy olyan sorozatgyilkost talált ki, akit a gyermeke iránti szeretet motivál a brutális gyilkosságok elkövetésére. Tulajdonképpen csak szó szerint vette az anyai szeretettel kapcsolatos közismert szólást: „Az igazi anya ölni képes a gyerekéért.” Millernek egyáltalán nem tetszett, hogy a későbbi folytatásokban Jason lett a gyilkos. (Aki mellesleg a horrorfilmek történetének egyik legismertebb mészárosa Michael Myers és Freddy Krueger mellett.) Az ő elképzelése szerint Jason valóban meghalt: áldozat volt, nem gyilkos. Éppen ezért az eredeti forgatókönyvben nem is szerepelt az a jelenet, hogy a cselekmény vége felé Jason váratlanul megjelenik. Ez az ötlet a maszkmester Tom Savinitől származott, akit Brian De Palma híres horrorja, a Carrie befejezése inspirált. Savini egyébként más javaslatokkal is előállt: így például az ő ötlete volt a kígyós jelenet is, amely ugyancsak hiányzott Miller írásából. Savininek a saját faházában volt hasonló élménye, mint a filmben Alice-nek. A jelenethez valódi kígyót használtak, bár az állatvédők megnyugtatására Savini később azt állította, hogy a hüllő megölését már egy műkígyóval vették fel.

### A színészek és a forgatás
Cunningham elképzelése az volt, hogy jó megjelenésű ifjú színészeket választ a táborozó fiatalok eljátszására, olyanokat, amilyenek például a Pepsi-reklámokban is láthatók. Noha a költségvetés igen alacsony volt (alig több, mint félmillió dollár már 1980-ban sem számított magas gyártási költségnek), a rendező megpróbált egy nagy nevet megnyerni Mrs. Voorhees szerepére. A Bonnie és Clyde-ért (1967) Oscar-díjat kapott Estelle Parsons volt a kiszemeltje. A kitűnő karakterszínésznő azonban nem kívánt szerepelni a produkcióban. Cunningham ekkor az 1950-es években ismertté vált, de azóta kissé elfeledett másodvonalbeli színésznőt, Betsy Palmert kereste meg. A legendák szerint a szókimondó színésznő méla undorral olvasta végig a forgatókönyvet, melyet az olcsó horror és a meztelenkedés ócska keverékének tartott. Anyagi okokból azonban mégis aláírta a szerződést, mivel állítólag sürgősen szüksége volt egy új kocsira. 10 napig dolgozott a filmben, 1000 dollár volt a napi gázsija. Mindazonáltal forgatás közben egyszer állítólag megkérdezte a rendezőtől: „Biztos vagy abban, hogy Bette Davis és Joan Crawford is így tértek vissza a filmvászonra?” Alice Hardy szerepére Sally Fieldet szemelték ki, aki különböző okok miatt végül mégsem szerepelt a filmben. Utódja, a teljesen ismeretlen Adrienne King eleinte egy cseppet sem lelkesedett azért, hogy ilyen véres filmben játsszon, de végül meggondolta magát. A többi szerepet ugyancsak ismeretlen kezdők vagy éppen amatőrök kapták. A szereplőgárdából egyedül Kevin Bacon futott be jelentős karriert Hollywoodban, ő viszont a későbbiekben nem volt hajlandó a filmről nyilatkozni. Willie Adams eredetileg a stáb tagja volt mint asszisztens. Övé lett az a kétes dicsőség, hogy eljátszhatta a Péntek 13.-széria legelső áldozatának parányi szerepét az 1958-ban játszódó prológusban. A figurát egyébként Barrynek szólítják, a stáblistán viszont Garyként szerepel.
A film forgatása 1979 szeptemberében kezdődött, és mindössze 28 napig tartott. A helyszín a New Jersey-i Blairstown volt, illetve a közeli Cedar-tó. A stábnak kapóra jött, hogy a fürdőház helyszínét leszámítva nem kellett díszleteket építeni, minden készen a rendelkezésükre állt. Takarékossági okokból a munkatársak egy része nem Blairstownban lakott, hanem a forgatási helyszínként szolgáló faházakban.

### A zene
A filmzene elkészítésére Harry Manfredini dzsesszmuzsikust szerződtették. Manfredini egyszerű zenét képzelt el, természetes hangok felhasználásával. Alfred Hitchcock híres filmje, a Psycho (1960) Bernard Herrmann által komponált legendás kísérőzenéjét tekintette követendő példának. Sean S. Cunningham elképzelése az volt, hogy egy kórus is szólaljon meg a fő zenei motívumban. Az elképzeléshez azonban éppen csak a pénz hiányzott, amiből kórust lehetett volna szerződtetni, ezért Manfredini úgy döntött, hogy Cunningham ötlete helyett más megoldást választ. Az egyik jelenetben Mrs. Voorhees Jason hangját utánozza: „Kill her, Mommy, kill her!” (Öld meg őt, anyu, öld meg őt!) Manfredini kiemelte a két kulcsszót (kill, mommy), és ezek felhasználásával alkotta meg a hátborzongató zenei motívumot, melyben egy suttogó hang visszhangozza: ki, ki, ki, ma, ma, ma. (Egyesek viszont a „chi chi chi ha ha ha” hangsort vélték felismerni ezekben a részekben.) A suttogó hang egyébként Manfredini hangja volt szintetizátorokkal és természetes hanghatásokkal kombinálva.

### A forgalmazás
Cunningham szerette volna, ha filmjét minél szélesebb körben bemutatják, ezért másfél millió dollárért eladta a forgalmazás jogát a Paramount Picturesnek. A neves cég 4 millió dollárt költött reklámra, vagyis kb. a teljes forgatási költség nyolcszorosát! Arról természetesen szó sem lehetett, hogy a Péntek 13. vágatlanul menjen a mozikba, hiszen az a bukással egyenértékű X kategóriás besorolást jelentette volna, vagyis pont a tulajdonképpeni célközönség, a tizenévesek nem nézhették volna meg a filmet. Mondani sem kell, hogy a gyilkossági jeleneteket rövidítették meg: így például hosszabb volt Annie, Jack, Marcie és Mrs. Voorhees halálának jelenete. A bemutató egy pénteki napon volt. A kritikusoknak nem tetszett a film, a közönség azonban tódult a mozikba, és a Péntek 13. már az első hétvégén behozta azt a pénzt, amit a forgalmazó a terjesztési jogért és a reklámért fizetett: 5,8 millió dollárjával leszorította az aktuális bevételi toplista éléről A Birodalom visszavág című látványos sci-fi mesét. Nemcsak a moziváltozat, hanem később a video-, sőt az első DVD-verzió is több országban vágott volt. A különböző változatok miatt elterjedt az a valótlan pletyka, hogy a közönség tulajdonképpen sosem láthatta a teljes, vágatlan verziót. Valójában azonban a film többször is megjelent vágatlanul előbb a Távol-Keleten, később máshol is. 2003-ban a Warner Bros. vágatlan változatot hozott forgalomba DVD-n, amely előbb feliratosan, majd szinkronizálva is megjelent Magyarországon.

## Érdekességek
- Az áldozatok száma: 10. A második részben ugyanennyi, de a későbbi folytatásokban már magasabb volt ez a szám.
- Amikor Jack meghal, torkából bugyborékolva tör elő a vér. Az eredeti elképzelés szerint a vér csupán szivárgott volna, ám a trükk valamiért nem működött, ezért Savini belefújt a „vér”-t tartalmazó kis csőbe, és így akaratlanul létrehozta a bugyborékolást, amit végül felhasználtak a végső vágás során.
- Amikor Alice megtalálja Bill holttestét, a halottat játszó színész szeme időnként megrándult. Ennek az volt az oka, hogy a trükkhöz alkalmazott anyag valóban égette Harry Crosby szemét.
- Valójában Tom Savini maszkmester volt, akit a film vége felé mint holttestet dobnak be az ablakon keresztül Alice-hez.
- Három különböző időpontban (1979 szeptemberében, októberében és novemberében) vették fel azt a jelenetet, amelyben Jason a vízből előugorva támad Alice-re.
- Azt beszélik, hogy a filmből kivágták Claudette (az 1958-as prológus női áldozata) halálának jelenetét. A stáb tagjai – köztük Tom Savini – azonban cáfolták, hogy ilyen jelenet készült volna. Az viszont tény, hogy a promóciós fotók egyikén Claudette látható, torkában egy machetével, a filmben viszont nincs ilyen képkocka.
- Állítólag az első hetekben Tom Savini több moziba is beült az utolsó néhány percre, hogy személyesen lássa a közönség reakcióját Jason nem várt megjelenésére.
- A filmet később többször parodizálták, a legismertebb paródia az 1981-es Szombat 14.
- A francia moziváltozatban ismeretlen okokból Jason nevét Jackie-nek fordították. A tévedést a második rész bemutatásakor már korrigálták.
- Wes Craven Sikoly (1996) című filmjében a Drew Barrymore által játszott szereplőt megtámadó ismeretlen a telefonban azt a kérdést teszi fel a rettegő lánynak, hogy ki volt a gyilkos a Péntek 13.-ban. Barrymore hibás választ ad, mert Jasont nevezi meg tettesként.
- 2008 elején jelentették be, hogy hosszas huzavona után 2009-ben elkészül a Péntek 13. remake-je. A rendező Marcus Nispel, aki 2003-ban már készített egy kedvezően fogadott remake-et egy másik horrorklasszikusból, A texasi láncfűrészes mészárlás (1974) című filmből. 2009. február 13-án (pénteken) az Egyesült Államokban bemutatták Nispel filmjét.

## Bakik
Természetesen a Péntek 13. sem mentes a bakiktól, melyeket a film rajongói és ellenzői különösen nagy buzgalommal gyűjtögettek.
- Mikor Annie a táborba menete előtt megáll a benzinkúton, hogy az ott lévő kutyát megsimogassa, a napfény ereje és a kutya árnyéka snittenként változik.
- Amikor azt látjuk belülről, hogy Annie belép az étterembe, az egyik ablakon megjelenik a forgató stáb mikrofonja.
- Ned egy hamburgert eszik, mikor meghallja Alice segélykiáltását, holott hamburgert csak egy későbbi jelenetben sütnek.
- Jack halálának jelenetében sasszeműek szerint látható a színész fejét a műnyaktól elválasztó vonal. Ugyanebben a jelenetben teljesen valószerűtlen, hogy az ágy alatt rejtőzködő gyilkosnak elegendő helye van arra, hogy egy nyílvesszőt szúrjon át az ágyon keresztül áldozata torkába.
- Amikor Brenda a Monopoly játékban a kockával gurít, azt mondja: "Dupla hatos". Sasszeműek szerint azonban a valóságban egy hatost és egy négyest gurított.
- Amikor Alice a konyhában kávét akar csinálni magának, az instant kávét tartalmazó üvegre jól rázárja a tetőt, holott később mégis azt látjuk, hogy ferdén van rátéve. Később, mielőtt Brenda holtteste bezuhan az ablakon keresztül, a kávés üveg teteje ismét egyenesen áll.
- Amikor Alice a machetével lefejezi Pamelát, a nyaka jobb oldalán találja el a pengével, azonban az izom a másik oldalon pattan el először, és a fej is rendellenes szögben esik le.
- Teljesen valószerűtlen az a jelenet, melyben Alice megtalálja Bill holttestét, mert a nyílvesszők nem tudnák megtartani a test súlyát.
- Logikátlan az a jelenet, melyben Brenda szakadó esőben megy át a fürdőházba, hogy arcot és fogat mosson, hiszen mosdó mindegyik kunyhóban van, abban is, ahonnan kiment.

## Jelölések
Arany Málna díj (1981)
- jelölés: Sean S. Cunningham (legrosszabb film)
- jelölés: Betsy Palmer (legrosszabb női mellékszereplő)

Mystfest (1980)
- jelölés: Sean S. Cunningham (legjobb film)

Golden Satellite-díj (2005)
- jelölés: Legjobb DVD-extra (Friday the 13th – From Crystal Lake to Manhattan collection)